# Château d'Agos-Vidalos
Le château d'Agos-Vidalos ou tour de Vidalos est un château datant du XIIe siècle, construit à l'initiative de Centulle III (comte de Bigorre).

## Localisation
Le château est situé sur la commune d'Agos-Vidalos, en Estrèm de Salles dans le département français des Hautes-Pyrénées en région Occitanie. 
La tour est implantée sur un piton au sud de Vidalos au bord de la D821, ancien tronçon de la RN21 entre Lourdes et Argelès-Gazost, et du gave de Pau.

## Histoire
En 1175, le comte de Bigorre Centulle III construit un château fort pour défendre la vallée du Lavedan des incursions incessantes des pillards aragonais, basques ou navarrais.
Au XIIIe siècle Pétronille (Peyrona), comtesse de Bigorre, rachète le château. Elle procède à de nombreux travaux de consolidation. Ses héritiers, son petit-fils Eschivat IV de Chabanais développa l’agriculture sur ses terres grâce à des avantages fiscaux cédés aux paysans.
En 1981, la tour s’écroule et restera en l’état près de dix ans. Une association de sauvegarde du lieu contribue à sa reconstruction entre 1992 et 1997. Une porte d’entrée a été percée à la base de la tour alors que l’accès s’effectuait à 6 m de haut et la toiture n’a pas été restituée non plus à l’identique.

## Description
La tour comprend trois niveaux. L'actuel rez-de-chaussée ne comprenait aucune ouverture, il ne comportait pas au moment de sa construction de porte d'accès. Ce premier niveau était un cul de basse-fosse pouvant servir de magasin, l'entrée s’effectuait par une porte située à 6 m de haut. 
Chacun des deux étages comprend une pièce relativement exiguë comportant des archères comme seules ouvertures. La toiture originale était interne à double pente. Les écoulements d’eau s'effectuaient à l'origine par des ouvertures traversant les murs.
Il ne subsiste aucune trace de l'enceinte d'origine qui entourait la motte sur laquelle est présente la tour. On estime qu’elle pouvait être réalisée en bois. En 1997, lors des travaux de restauration, une enceinte a été reconstruite, mais rien ne permet vraiment indiquer qu’elle retranscrit la construction d’origine. Un escalier métallique permet actuellement d’atteindre la plate-forme supérieure de la tour.

## Galerie d'images

Sélection de vues du château
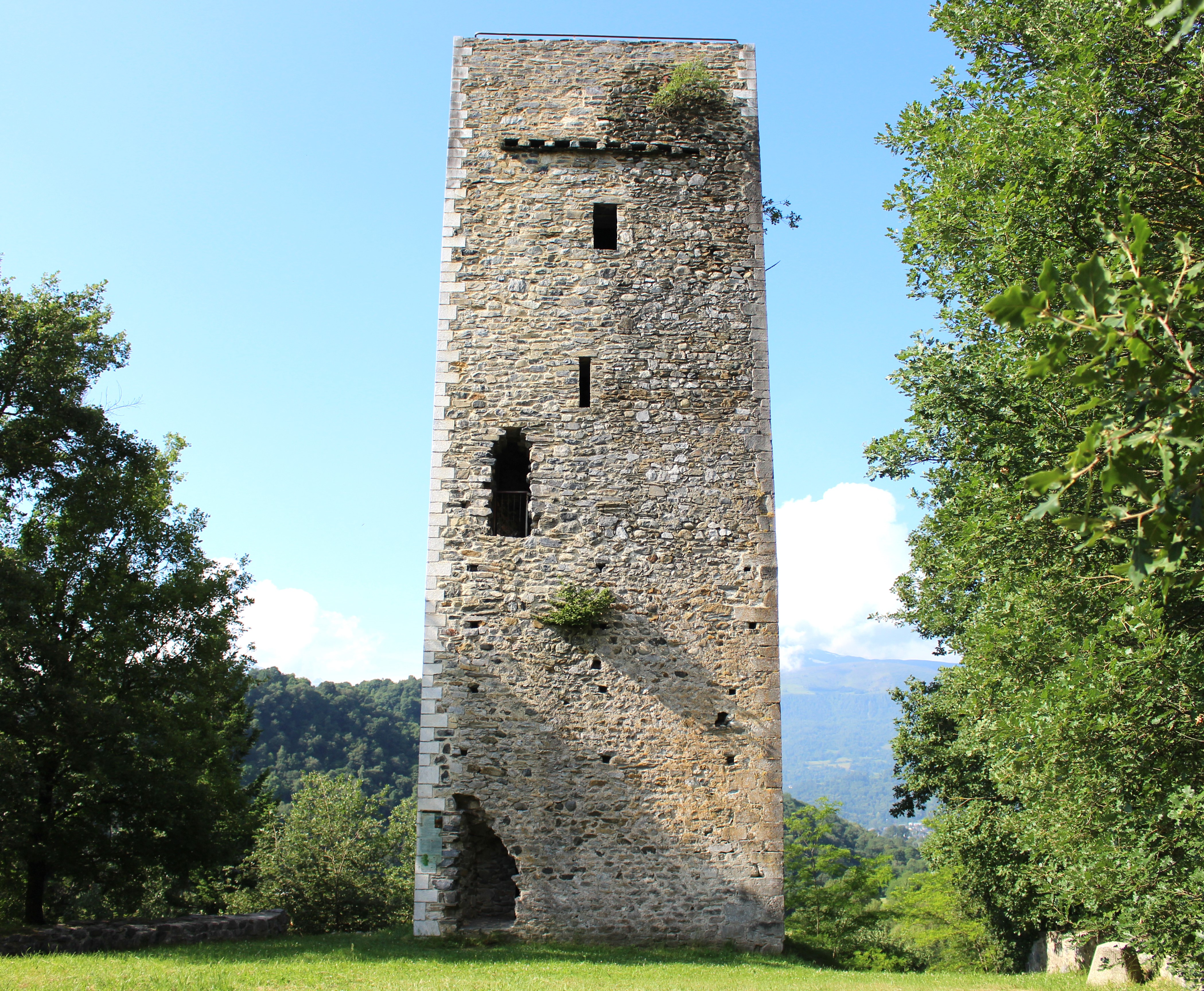
Vue de la tour.
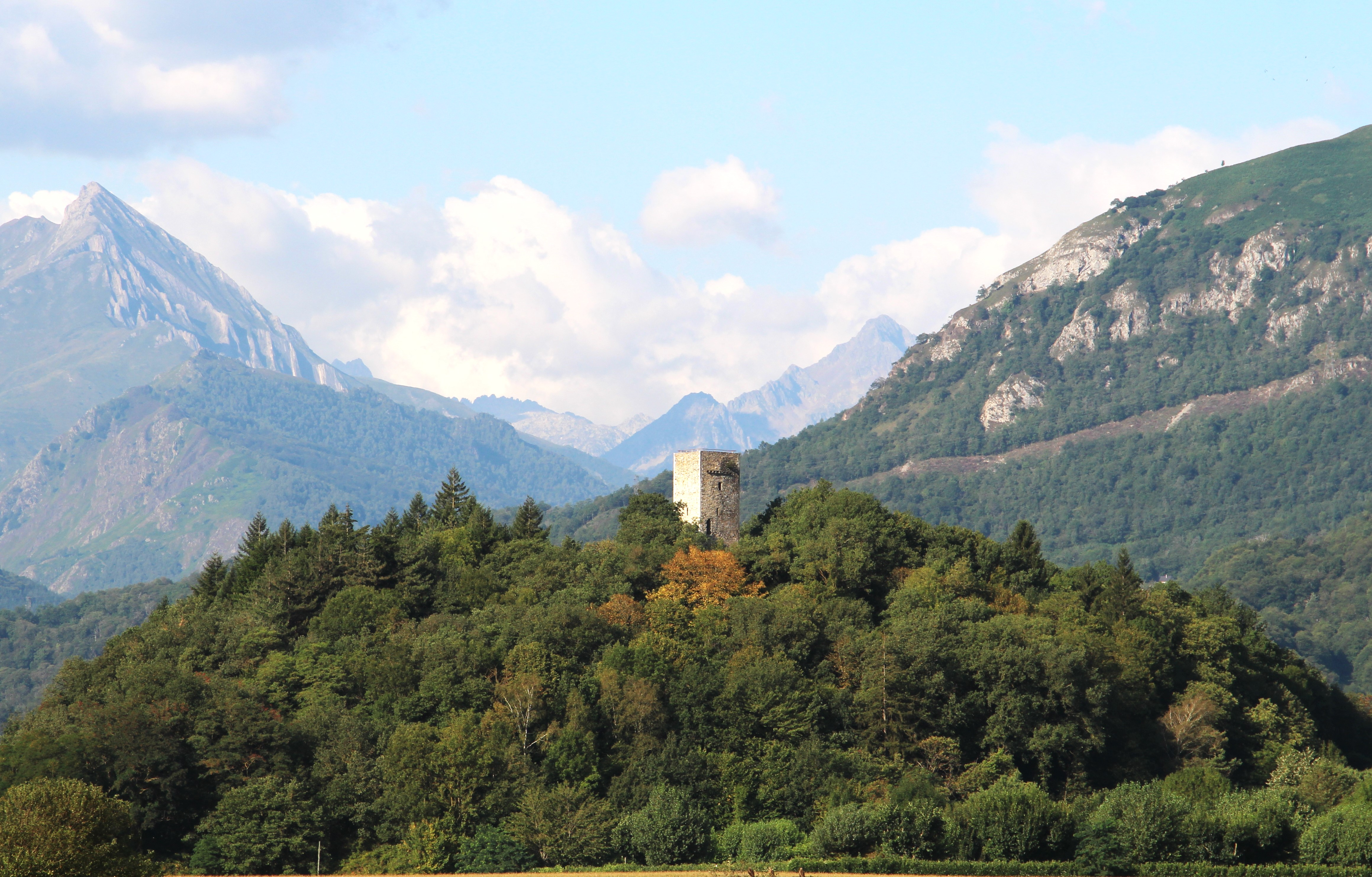
Vue générale.